# Okara
Okara (pendżabski/urdu: اوکاڑا‬) – miasto we wschodnim Pakistanie, w prowincji Pendżab. W 2010 roku liczyło ono 235 tys. mieszkańców.
W mieście rozwinął się przemysł bawełniany, odzieżowy, metalowy oraz cukrowniczy.